# Hippopotamus lemerlei
A Hippopotamus lemerlei az emlősök (Mammalia) osztályának párosujjú patások (Artiodactyla) rendjébe, ezen belül a vízilófélék (Hippopotamidae) családjába tartozó kihalt faj.

## Előfordulása

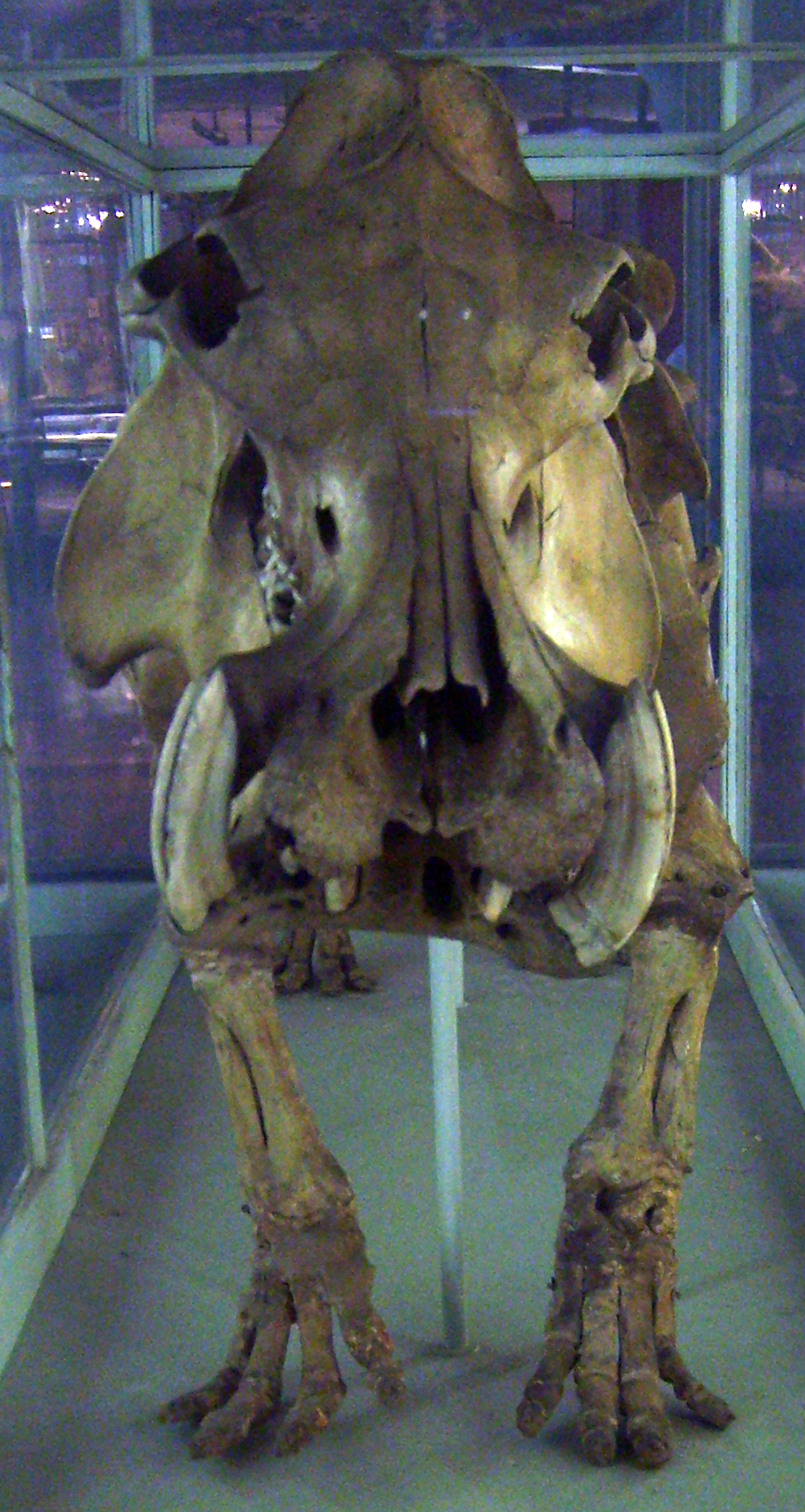
Az állat csontváza szemből

A Hippopotamus lemerlei maradványait Madagaszkár nyugati részén levő folyókban és tavakban fedezték fel, ami arra hagy következtetni, hogy amint a kontinentális rokona, a nílusi víziló (Hippopotamus amphibius) a Hippopotamus lemerlei is kétéltűéletmódot folytatott, azaz idejének nagy részét a vízben töltötte.
A szénizotópos kormeghatározás segítségével a kutatók megállapították, hogy egyes maradványok körülbelül 1000 évesek; azaz ezer évvel ezelőtt ez a vízilófaj még élhetett.

## Megjelenése
A vízi életmódhoz való alkalmazkodás miatt, amint a ma is élő állatnak, ennek a kihalt vízilónak is a szemei a pofa felső peremén helyezkedtek el. A koponyájának az alakja hasonlít a nílusi vízilóéra, azonban a különböző példányok között eltérések vannak, ami a nemi kétalakúságra utal.
Habár a nílusi vízilóval áll közelebbi rokonságban a Hippopotamus lemerlei testmérete inkább a Nyugat-Afrikában élő törpe víziló (Choeropsis liberiensis) méretével egyezik meg. A Hippopotamus lemerlei testhossza 2 méter és a marmagassága 76 centiméter volt. Ennek az állatnak az ősei meglehet, hogy rendes, nagy méreteket öltöttek, azonban a szigetre érkezés után, az izolált zsugorodásnak következtében, a következő nemzedékek egyre kisebb méretűek lettek; ez történt a Földközi-tenger szigetein élő krétai törpevízilóval (Hippopotamus creutzburgi) és a ciprusi törpe vízilóval (Hippopotamus minor) is.

## Fordítás
- Ez a szócikk részben vagy egészben  a   Hippopotamus lemerlei című angol Wikipédia-szócikk ezen változatának fordításán alapul.  Az eredeti cikk szerkesztőit annak laptörténete sorolja fel. Ez a jelzés csupán a megfogalmazás eredetét és a szerzői jogokat jelzi, nem szolgál a cikkben szereplő információk forrásmegjelöléseként.